# Leclercera longiventris
Espèce
Leclercera longiventris est une espèce d'araignées aranéomorphes de la famille des Psilodercidae.

## Distribution
Cette espèce est endémique de la province de Phang Nga en Thaïlande,. Elle se rencontre dans la grotte Tham Rusit.

## Description
La carapace du mâle holotype mesure 0,8 mm de long sur 0,7 mm et l'abdomen 1,3 mm de long

## Publication originale
- Deeleman-Reinhold, 1995 : The Ochyroceratidae of the Indo-Pacific region (Araneae). The Raffles Bulletin of Zoology Supplement, no 2, p. 1-103 (texte intégral).